# Mohsen Armin
Mohsen Armin (in persiano محسن آرمین‎) (Kashan, 1954) è un politico iraniano.

## Biografia
Eletto parlamentare nel 2000 nella circoscrizione Tehran, Rey, Shemiranat e Eslamshahr, fa parte del comitato centrale dell'Organizzazione dei Mojahedin della Rivoluzione Islamica (di cui ricopre inoltre il ruolo di portavoce).

## Arresto
La mattina del 16 maggio 2010 un gruppo di agenti ha inizialmente perquisito l'abitazione dell'ex parlamentare, per poi arrestarlo. Secondo la figlia sarebbero stati confiscati laptop, documenti e carte d'identità dell'uomo.

## Vita privata
La moglie, Mahnaz Shariati, è morta di cancro nel 2016.